# Hermann Fol
Hermann Fol (23 de julio de 1845, Saint-Mandé - 13 de marzo de 1892) fue un zoólogo suizo y padre de la citología moderna.
Después de estudiar medicina y zoología con Ernst Haeckel (1834-1919) en la Universidad de Jena, donde fue alumno de François Jules Pictet de la Rive (1809-1872) y René-Édouard Claparède (1832-1871), acompañó a Haeckel en una viaje científico (1866 y 1867) alrededor de las costas de África Occidental y las Islas Canarias. A su regreso a Europa, completó sus estudios de medicina en Heidelberg y los completó obteniendo su diploma en 1869 en Zúrich y Berlín. En 1871 estudió fauna planctónica en Villefranche-sur-Mer por recomendación de Carl Vogt (1817-1895). En 1878, obtuvo un puesto docente en la Universidad de Ginebra, donde en el año siguiente observó la penetración de un espermatozoide en un huevo, convirtiéndose así en un pionero de los estudios microscópicos de fecundación y división celular. En 1886, renunció a su puesto en Ginebra para dedicarse por completo a su investigación en Villefranche-sur-Mer, donde, en 1880, había establecido un pequeño laboratorio marino con Jules Henri Barrois (1852-1943). Luego, ayudado financieramente por el gobierno francés para realizar un estudio sobre la distribución de esponjas en las costas tunecina y griega, dejó Le Havre en su nuevo yate, L'Aster, el 13 de marzo de 1892, acompañado por varios miembros de la tripulación. Después de una parada en Bénodet, el yate desapareció en el mar, y Fol nunca volvió a ser visto.

## Barthometro

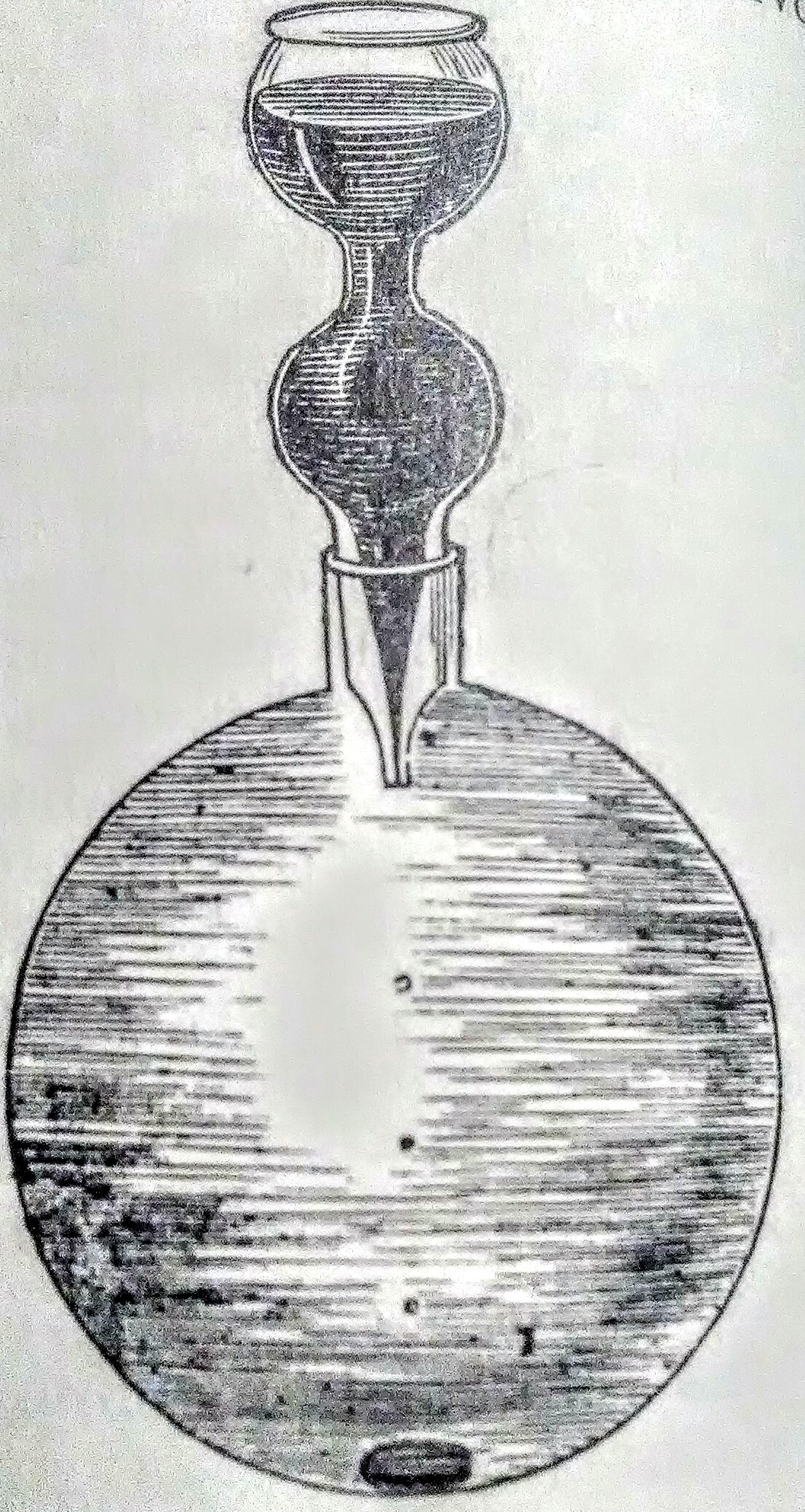
Un Barthometro de Hermann Fol

A Fol se le atribuye la invención del barthometro. El barómetro medía correctamente el mercurio, la presión a la que se había sometido el aparato y la profundidad del líquido compresible dentro del dispositivo. Su invención consistió en un depósito de vidrio esférico de un líquido que es ligeramente compresible, tal como agua o éter. El único agujero en el recipiente es un tubo capilar que corresponde a un depósito más pequeño lleno de mercurio. Mercurio, a lo largo de la supuesta temperatura del agua en el fondo del mar, debe permanecer en el escenario con el agujero en la tapa puntiaguda dentro del gran depósito. La superficie superior del mercurio se libera para entrar en contacto con el agua. El dispositivo se baja por la línea de sonido. El agua o el éter se comprimirán a medida que el dispositivo disminuya, una cantidad determinada de cada atmósfera de presión y una cantidad correlativa de mercurio se liberará entre el orificio y la parte inferior de la base del depósito inferior.